# Boală infecțioasă
Boala infecțioasă (boală contagioasă, boală comunicabilă, boală transmisibilă, boală infecto-contagioasă, boală molipsitoare), este cauzată de un agent biologic (virus, bacterie, parazit mono sau multicelular, ciupercă, insectă, sau prion - un peptid, o fracțiune de proteină) față de care organismul atacat, în cadrul unui complex de împrejurări, nu este capabil să se apere. Bolile infecțioase afectează omul, animalele, plantele, insectele, chiar și bacteriile (viruși bacterieni). Ele pătrund în corp prin anumite „porți de intrare”, fiind transmise direct, de la persoană la persoană, sau prin vectori .

## Exemple de agenți infecțioși
După etiologie agentul patogen poate fi:

### Virusuri[2][3]
- Bolile gripale.
- Hepatitele epidemice.
- Parotidită epidemică.
- SIDA.
- Mozaicul tutunului.

### Bacterii[2][4]
- Gastro-enterite (Salmonella, Shigella).
- Sifilis (Treponema pallidum).
- Tuberculoză (TBC - Mycobacterium tuberculosis, var. bovis, var. humanis, M africanum).
- Boli ictero-hemoragice bacteriene (Leptospiroză dată de Leptospira icterohaemoragica).

### Micoze(fungi,ciuperci patogene)
- Tricofiții - Thinea capitis, Thinea ungvis, onychomycosis (date de genul Trichophyton)
- Epidermofiții (Epidermophyton).
- Micoze profunde (nocardia)
- Boli micotice asociate: «Piciorul de Madura», mycetoma - Maduromycetes + bacterii anaerobe (clostridium).

### Paraziți

#### Parazițimonocelulari (Protozoar)
- Malarie, dată de Plasmodium vivax, Plasmodium malariae, Plasmodium falciparum, Plasmodium ovale.
- Amebiaze - Entamoeba histolytica.
- Leișmanioze - «Butonul de Orient».
- Tripanosomiaze - «Boala somnului».

#### Parazițimulticelulari
- Teniile: ascaridiaza, enterobiaza
- Teniile animalelor: toxocarioza canină (Toxocara canis), toxocarioza felină (Toxocara cati), VLM - Visceral larva migrans la om.

#### Artropode
Arahnide:
- Sarcoptes scabiei (provoacă scabie)
- Căpușe (vectori ai unor boli infecțioase)
- Acarieni (vectori ai unor boli infecțioase)

Insecte:
- Diptere (invadarea unor țesuturi cu larve de muscă, vectori ai unor boli infecțioase)
- Păduchi
- Purici
- Țânțari.

### Prioni[5]

#### Boliprionicela om
- Boala Creutzfeldt-Jakob Creutzfeldt-Jakob Disease (CJD).
- Varianta bolii Creutzfeldt-Jakob (vCJD).
- Sindromul Gerstmann-Straussler-Scheinker.
- Insomnia Fatală Familială.
- Kuru.

#### Boliprionicela animale
- Encefalopatia spongiformă bovină - Bovine Spongiform Encephalopathy (BSE) („boala vacii nebune”).
- Chronic Wasting Disease (CWD).
- Scrapie.
- Encefalopatia transmisibilă a vidrei (lutrei) - Transmissible mink encephalopathy.
- Encefalopatia spongiformă felină - Feline spongiform encephalopathy.
- Ungulate spongiform encephalopathy.

## Importanța bolilor infecțioase
Bolile infecțioase, în afară de patologia persoanei izolate, pot avea importanță epidemiologică, prin afectarea de populații:
- Izbucniri - afectarea de grupuri mici (familie, clasă de copii, unitate militară etc.), de exemplu, o toxinfecție alimentară între invitații la o nuntă;
- Epidemii - afectarea unor populații largi (regiune, țară);
- Pandemii - afectarea populației unui grup de țări, spre exemplu, gripa, gripa aviară.

## Descrierea unei boli infecțioase

### Poartă de intrare
Agentul infectiv pătrunde în organism printr-o poartă de intrare care poate fi: 
- respiratorie (gripele, pneumonia, „boala legionarilor”, pesta etc.);
- alimentară (digestivă) - gastro-enteritele bacteriene și virale, paraziții intestinali, unii streptococi etc.;
- cutanată - prin piele și mucoase - anumiți paraziți, micoze, stafilococoze, gonorea etc.;
- prin înțepare/injectatre (SIDA, hepatitele virale B,C,D etc.);
- prin contact sexual (bolile venerice, clamidia etc.)
- prin transmitere de umori (slivă - prin sărut, „ploaia lui Pfluger”, urină, lacrimi, spermă etc.) care pot fi incriminate de gripe, streptococoze, pneumonii, mononucleoza infecțioasă etc.;
- oculente (blefarita - gonoree oculentă la nou-născuți, clamidii etc.), ș.a.m.d.

### Rezistența organismului
Din circa 100 000 de microbi cunoscuți, doar vreo 200 au un potențial patogenic, ceilalți fiind - în marea lor majoritate - factori indispensabili și primordiali în existența vieții pe pământ. Organismul, uman sau animal, deține sisteme sofisticate de apărare, specifice (anticorpi) și nespecifice (lizozima salivară și lacrimală, aciditatea gastrică și vaginală etc.) care asigură existența în condițiile nesterile ale vieții Animalele de laborator crescute în condiții sterile (engleză germ free) vor recepta lesne boli infecțioase și vor avea o viață scurtă. Pacienții tratați cu medicamente care reduc rezistența (corticoizi etc.) sau cu rezistența redusă din diferite motive (stres, diabet, bătrânețe, subalimentare, căldură, sau frig excesiv) vor fi mult mai receptivi la infecții, chiar și față de germeni cu potențial patogenic redus.

#### Timpul de incubație
Media pe populație a factorilor de virulență a agentului infectiv, față de puterea de rezistență a organismului dă perioada de incubație, specifică pentru fiecare boală, pentru populația respectivă.

## Epidemiologia bolilor infecțioase

#### Fenomenul de aisberg (Iceberg phenomenon)
Fenomenul de aisberg (vizibilitatea muntelui de gheață, Iceberg phenomenon) este un fenomen epidemiologic în care, la apariția unei epidemii, semnele clinice de boală apar la un mic procent dintre cei care au fost infestați, majoritatea căpătând o boală lipsită de semne clinice, sau cu slabe semne subclinice (neidentificatoare ale bolii), așa cum partea care se vede deasupra apei din muntele de gheață plutitor, constitue doar o mică parte din totalitatea acestui preponderent subacvatic munte.